# Hogna sanisabel
Hogna sanisabel là một loài nhện trong họ Lycosidae.
Loài này thuộc chi Hogna. Hogna sanisabel được Embrik Strand miêu tả năm 1909.